# Pierre Angelot
Pierre Angelot – francuski zapaśnik walczący w stylu wolnym. Olimpijczyk z Antwerpii 1920, gdzie zajął dziewiąte miejsce w wadze średniej.

## Letnie Igrzyska Olimpijskie 1920
| Konkurencja      | Rundy eliminacyjne     | Klas. końcowa |
| Konkurencja      | 1/8                    | Miejsce       |
| ---------------- | ---------------------- | ------------- |
| 75 kg styl wolny | Frits Janssens (BEL) P | 9.            |